# 세레나데

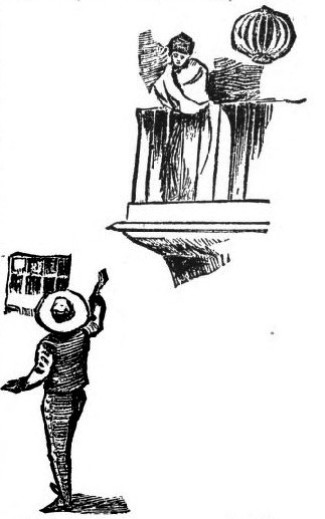

세레나데(영어: serenade, 이탈리아어: serenata; 소야곡)는 17-18세기에 이탈리아에서 발생한 연흥을 위한 가벼운 연주곡을 일컫는다. '저녁음악'이라는 뜻으로, 본래는 옥외 음악이었던 것이 뒤에는 연주회용 악곡으로 되었다.
이탈리아에서는 세레나데라는 이름 이외에 디베르티멘토 (Divertimento 여흥, 기분전환) 노투르노 (Notturno 야상곡), 카사티온 (Kassation 휴식) 등으로 불렸으며, 이 다양한 명칭에 관련한 작은 일화로서 하이든은 자신의 현악 4중주 (1 - 12번)을 원래 Kassation라 부르다가 후에 Divertimento로 바꾸어 불렀다고 전해진다. 하지만 보통의 Divertimento는 2악장에 미뉴엣을, 3악장에 느린 악장을 넣는 반면에 세레나데는 보통 그 순서가 바뀌어 있다는 점에서 다르다.
성악의 세레나데에서는 해거름에 사랑하는 여성이 기대고 있는 창가에서 남성이 부르는 사랑의 노래이며, 기악에서도 해거름의 휴식 때에 사람들에게 들려주기 위하여 만든 음악을 세레나데라고 한다. 그 뒤로 관현악 모음곡과 고전모음곡의 중간적 성격을 갖는, 악장의 개수가 많은 세레나데도 쓰였다. 모차르트의 13곡의 세레나데(13번인 《아이네 클라이네 나흐트무지크》 포함)는 이 종류의 전형적인 형태이다.

## 같이 보기
- 녹턴